# Neotis
A Neotis a madarak (Aves) osztályának túzokalakúak (Otidiformes) rendjébe és a túzokfélék (Otitidae) családjába tartozó nem. Besorolása vitatott, egyes szervezetek az Ardeotis nembe sorolják ezeket a fajokat is.

## Rendszerezésük
A nemet Richard Bowdler Sharpe angol zoológus írta le 1893-ban, az alábbi fajok tartoznak ide:
- feketefejű túzok vagy Ludwig-túzok (Neotis ludwigii vagy Ardeotis ludwigii)
- tarkaszárnyú túzok vagy Denham-túzok (Neotis denhami vagy Ardeotis denhami)
- vörösörvös túzok vagy Heuglin-túzok (Neotis heuglinii vagy Ardeotis heuglinii)
- núbiai túzok (Neotis nuba vagy Ardeotis nuba)